# Ischnopteris obsoleta
Ischnopteris obsoleta är en fjärilsart som beskrevs av Frederick H. Rindge 1983. Ischnopteris obsoleta ingår i släktet Ischnopteris och familjen mätare. Inga underarter finns listade i Catalogue of Life.